# Manuel Llauder

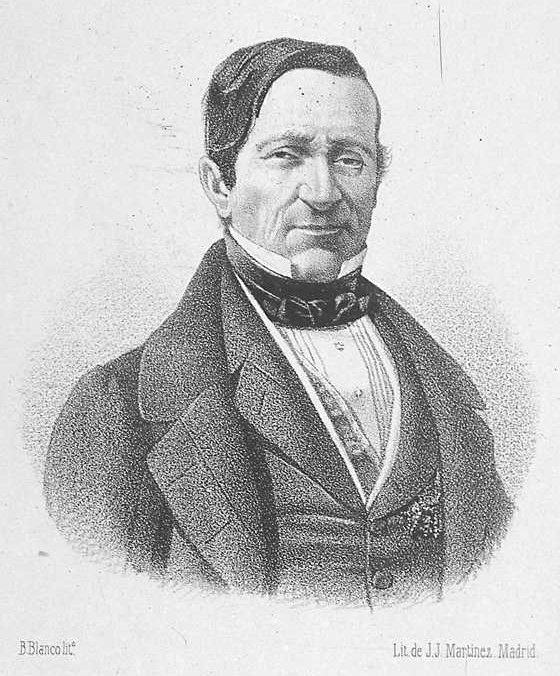
Manuel Llauder y Camín, litografía de Bernardo Blanco.

Manuel Llauder y Camín (Argentona, 3 de julio de 1789-Madrid, 6 de marzo de 1851), vizconde de Llauder y  marqués del Valle de Ribas, fue un militar y político español.

## Biografía
Comenzó su carrera militar ingresando como cadete en el Regimiento Ultonia, con el que participó en numerosas acciones durante la guerra de independencia.
En 1817 servía como brigadier en Cataluña cuando fue recibió órdenes del general Castaños de perseguir y apresar a Francisco Milans del Bosch y a Luis Lacy y Gautier, quienes se habían pronunciado en favor de la restauración de la constitución de 1812. Milans consiguió refugiarse en Francia, Lacy fue hecho preso; la intervención que Llauder hizo en favor de éste, con quien había participado anteriormente en la guerra, motivó que durante el trienio liberal fuera relegado al ostracismo.
Con la restauración del absolutismo en España fue rehabilitado en el mando, ocupando sucesivamente los empleos de capitán general de Vascongadas en 1823, gobernador de Lérida en 1824, inspector general de infantería en mayo de 1825, y con retención de este cargo, capitán general de Aragón entre septiembre y octubre de 1830 y virrey de Navarra entre 1830-32.  Posteriormente ocupó la capitanía general de Cataluña en los inicios de la primera guerra carlista y el ministerio de la guerra en el gabinete del presidente Francisco Martínez de la Rosa.
En su carrera política fue elegido prócer en 1834-35 y nombrado senador vitalicio en 1845.
| Predecesor: Felipe A. Caballero Le Clement de Saint Marc | Capitán general de Aragón Septiembre-octubre de 1830            | Sucesor: Fournas de Labrosse    |
| Predecesor: Prudencio Guadalfara y Aguilera              | Virrey de Navarra 1830-1832                                     | Sucesor: Francisco Espoz y Mina |
| Predecesor: Carlos de España                             | Capitán general de Cataluña diciembre de 1832-1835              | Sucesor: Francisco Espoz y Mina |
| Predecesor: Antonio Remón Zarco del Valle y Huet         | Ministro de Guerra 2 de noviembre de 1834-17 de febrero de 1835 | Sucesor: Jerónimo Valdés        |